# 清凉寺钟声
《清凉寺钟声》是1991年上映的中国剧情片，上海电影制片厂出品、上海巨星影业公司摄制的电影，由谢晋执导，由丁一、濮存昕、栗原小卷、尤勇等主演。影片获1992年第12届中国电影金鸡奖最佳音乐以及最佳女主角提名、最佳男配角提名。